# Copelatus distinctus
Copelatus distinctus är en skalbaggsart som beskrevs av Aubé 1838. Copelatus distinctus ingår i släktet Copelatus och familjen dykare. Inga underarter finns listade i Catalogue of Life.